# George Psacharopoulos
George Psacharopoulos (* 1937 in Athen) ist ein griechischer Bildungsökonom, lehrte u. a. an der Georgetown University und arbeitete für die Weltbank.
Psacharapoulos schloss sein Studium 1960 in Griechenland ab, bevor er ein Graduiertenstudium in den USA begann und dort den M.A. und den Ph.D. in Wirtschaftswissenschaften an der University of Chicago 1964 bzw. 1968 abschloss. Er lehrte an den Universitäten von Hawaii und Chicago und an der London School of Economics. Dann ging er zur Weltbank als Senior Advisor des Vizepräsidenten, Leiter der Human Resources Division und der Education Research Division.
Psacharopoulos interessierte sich schon früh für die Bildungsökonomie, insbesondere für die Erträge der Bildung in verschiedenen Ländern. Er beeinflusste die Investitionen in Bildung insbesondere für mehrere Entwicklungsländer. Psacharopoulos‘ Aufnahme der Humankapitaltheorie und sein Fokus auf die Makroplanung von Bildung waren zentral für die Annahme, die Entwicklung des Humankapitals durch Bildung führe zu einer produktiveren Gesellschaft. Bildung führt im Durchschnitt zu rentablen Erträgen. In Entwicklungsländern sind die Ertragsraten höher als in Industrieländern. Die Primarstufe ist die rentabelste Phase (Returns to Education, 1973). 
Er hat über 500 Veröffentlichungen. Er beriet die Europäische Kommission, die Europäische Investitionsbank, das US-Arbeitsministerium, die UNESCO, OECD und ILO.

## Veröffentlichungen
- Returns to Education. An International Comparison, Elsevier, Amsterdam/London/New York 1973, ISBN 978-0444410276.
- George Psacharopoulos, Jee-Peng Tan, Emmanuel Jimenez: Financing education in developing countries: an exploration of policy options. World Bank, Washington, D.C. 1986, ISBN 978-0-8213-0777-9.
- Economics of education: research and studies (= Advances in education). Pergamon Press, Oxford New York 1987, ISBN 978-0-08-033379-3.
- George Psacharopoulos u. a.: The COVID-19 Cost of School Closures in Earnings and Income across the World. In: Comparative Education Review. Band 65, Nr. 2, 1. Mai 2021, ISSN 0010-4086, S. 271–287, doi:10.1086/713540.

## Einzelbelege
1. ↑  Economics of Education in Europe - George Psacharopoulos from Greece. Abgerufen am 23. Oktober 2023 (englisch).
2. ↑  George Psacharopoulos | Adjunct Professor - Global Human Development - Georgetown University. 30. April 2020, abgerufen am 23. Oktober 2023 (englisch).

| Personendaten    | Personendaten                                      |
| ---------------- | -------------------------------------------------- |
| NAME             | Psacharopoulos, George                             |
| ALTERNATIVNAMEN  | Psacharopoúlos, Giṓrgos                            |
| KURZBESCHREIBUNG | griechischer Volkswirtschaftler und Bildungsökonom |
| GEBURTSDATUM     | 1937                                               |
| GEBURTSORT       | Athen                                              |